# کران، ان
کران، ان (به فرانسوی: Crans) یک کمون در فرانسه است که در Canton of Chalamont واقع شده‌است.

## خصوصیات
کران ۱۳٫۲۳ کیلومترمربع مساحت و ۲۷۳ نفر جمعیت دارد.